# Heroin
 Denne artikel bør gennemlæses af en person med fagkendskab for at sikre den faglige korrekthed.

 Der er for få eller ingen kildehenvisninger i denne artikel, hvilket er et problem. Du kan hjælpe ved at angive troværdige kilder til de påstande, som fremføres i artiklen.

Heroin (diacetylmorfin, diamorfin) er et opioid med smertestillende virkning. Indtagelse af heroin giver brugeren en euforisk oplevelse og er stærkt vanedannende. I Danmark er det forbudt at producere, besidde, sælge og anvende heroin, men diacetylmorfin bruges i flere lande (blandt andet Storbritannien) som anæstesi- og akutmedicin (særlig inden for pædiatri).[kilde mangler] Heroin anvendes dog oftest som et illegalt rusmiddel.[kilde mangler]

## Farmakologiske egenskaber
Heroin er et prodrug, der omdannes til 6-monoacetylmorfin (6-MAM) og morfin efter injektion. Effekten på opioid-receptorniveau (μ-, κ- og δ-receptorer) i centralnervesystemet og tarm svarer til morfins. Acetylgrupperne gør heroin mere fedtopløseligt end morfin, og det transporteres dermed langt mere effektivt over blod-hjerne-barrieren, således at virkningen opnås hurtigere og med en styrke, der er mindst dobbelt så kraftig som morfins.
Bindingen til opioidreceptorer i centralnervesystemet giver analgesi, eufori, sedation, dæmpning af hosterefleksen og af respirationen. Dødsfald som følge af en overdosis heroin skyldes som regel respirationshæmningen. Heroin kan forårsage obstipation (forstoppelse). Opioidantagonister som naloxon (Narcanti) ophæver effekten af heroin.
Heroin som indtages gennem munden (peroralt) omdannes til morfin i leveren før det når den systemiske cirkulation, og intravenøs brug er derfor mest hensigtsmæssig. Da heroin er varmestabilt og optages effektivt i lungevævet, er det også almindeligt at ryge heroin. I Danmark er injektionsmisbrug dog det mest almindelige.

## Historie
Heroin blev første gang fremstillet i 1874 af den britiske kemiker C.R.A Wright. Heinrich Dreser fra Bayer AG i Tyskland opdagede at diacetylmorfin var mere potent end morfin, og Bayer registrerede Heroin (fra heroisk) som et varemærke. Fra 1898 til 1910 blev det markedsført som en ikke-afhængighedsskabende morfinerstatning og som hostemedicin til børn. Bayer mistede rettighederne til varemærket Heroin (som det også var tilfældet med fx Aspirin) som en følge af første verdenskrig.[kilde mangler] I 1914 blev heroin forbudt ved lov i USA.

## Produktion og omsætning
Det illegale marked for heroin er enormt på verdensplan. Den største producent er Afghanistan. Efter at Taliban i 2001 havde indført forbud mod dyrkningen af opiumsvalmuen, blev produktionen reduceret med 95%. Dette kan have været manipulation af markedet for øjet, da både Mujahideen og de forskellige krigsherrer, der kom til at repræsentere Taleban tidligere havde brugt produktion af heroin som indtægtskilde. Under Taleban-styret var i 1999 et rekordår for produktion af opiumsvalmuer, med en afgrøde i hele 4500 tons. Det var omkring tre fjerdedele af den globale produktion på det tidspunkt. Tørrede opiater kan opbevares i lang tid, selv uden adgang til køleudstyr og resultatet af forbuddet var en enorm prisstigning af heroin. Efter Talebans fald, produktion nu, i områder, der kontrolleres af Taliban, vendte tilbage til rekordniveauer. Amerikanske styrker har imidlertid i samarbejde med FN og afghanske ledere, herunder guvernør i Balkh, Ustad Atta Mohammad Noor, haft succes med at udrydde opium valmue nordlige Afghanistan. I Balkh-provinsen, blev det område, der blev brugt til dyrkning af opiumsvalmuer reduceret fra 7.200 hektar i 2005 til 0 ha i 2007. På andre områder har dette mislykkedes på grund af korruption blandt afghanske embedsmænd og modvilje mod civilbefolkningen i at skifte til andre afgrøder. Det meste af produktionen foregår nu i områder, der kontrolleres af Taliban, der bruger heroin produktion til at finansiere yderligere krigsførelse og terrorisme. Dette er et stort problem, da fjernelsen af opiumsvalmuer i nogle områder giver en øget indkomst for dem, der stadig producerer. Opium dyrkes også i Mellemøsten, Pakistan og i Østasien, særligt i Myanmar, Thailand, Vietnam, Laos og Yunnan-provinsen i Kina. Der dyrkes også opiumsvalmuer i Sinaloa-provinsen i Mexico og i Colombia.

## Heroinafhængighed
Heroin påvirker centralnervesystemet. Det medfører en mindre "lammelse" i kroppen og hjernen. Af samme grund kan heroin være dødeligt, fordi det påvirker centre i hjernen som fx områder, der kontrollerer åndedræt og regelmæssig hjertefunktion. Derfor vil overdosering typisk medføre hjertestop eller iltmangel, da den påvirkede ikke er i stand til at kontrollere disse funktioner.
Som alle andre opioider er heroin stærkt vanedannende. Det giver en hurtig og kraftig eufori, og efter kort tids brug medfører det kraftige abstinenssymptomer, hvis tilførslen ophører. Efter længere tids anvendelse vil den euforiske effekt blive mindre, og hovedårsagen til et eventuelt ønske om fortsat brug af heroin er at man vil undgå disse kraftige abstinenser. En række sociale problemer som kriminalitet og prostitution er forbundet med heroinafhængighed. Selvom heroin i sig selv ikke har helbredsskadelige virkninger ud over selve afhængigheden, har de heroinafhængige ofte store helbredsproblemer knyttet til deres brug af sprøjter og andre rusmidler.
Behandling af heroinafhængighed har i Danmark traditionelt været baseret på socialfaglige principper, men det er nu en tendens til at opiatafhængighed i større grad anses for at være en sygdom der kan behandles igennem medicin. Lægemiddelassisteret rehabilitering er nu den dominerende behandlingsform. Der sker omkring 250 dødsfald om året i Danmark relateret til heroinmisbrug.[kilde mangler] Det er betydeligt flere end i mange nabolande; dobbelt så mange som i Sverige.[kilde mangler]